# 于坤
于坤（1930年—），原名于仁川，曾用笔名仁川，男，山东海阳人，中国作曲家，曾任中国音乐家协会常务理事。